# Noir animal
Le noir animal ou charbon d’os ou charbon animal est une matière riche en carbone obtenue « par la calcination à l’abri de l’air des os dans un creuset pour empêcher l’accès de l’air ». Il est utilisé pour sa propriété de filtration qui permet la décoloration de certaines solutions.
Il sert également comme engrais ou comme pigment noir.

## Fabrication

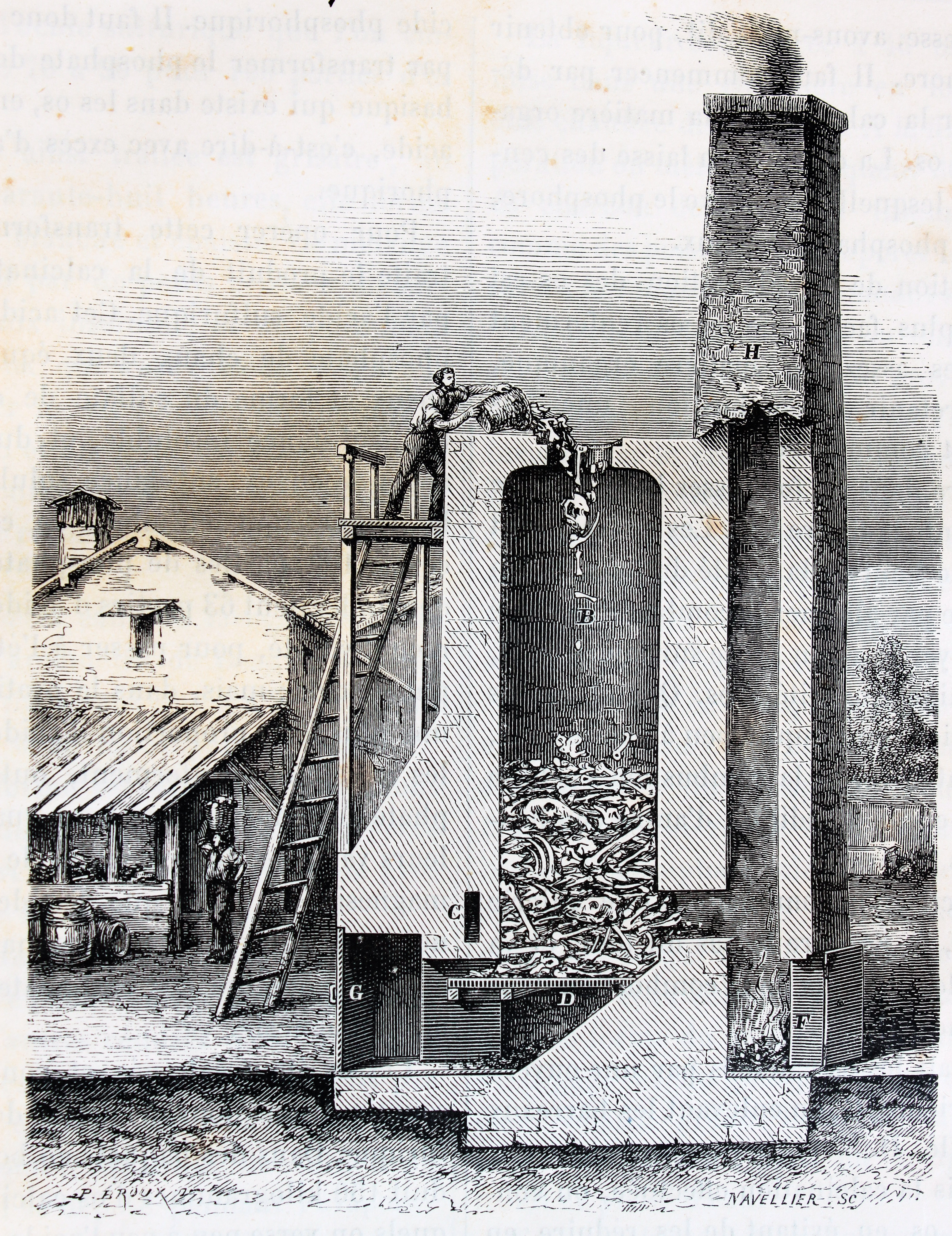
Four pour la calcination des os.

Le principe de sa fabrication repose sur le même principe que la fabrication du charbon de bois : chauffage à relativement haute température à l’abri de l’air d’un composé organique.
La matière première est généralement des os dégraissés mis à bouillir. En 1872, Henry Watts note que les os doivent être frais et que les os ayant subi une décomposition ne donnent pas d’aussi bons résultats. Il recommande également l’utilisation d’os longs et cylindriques. Les côtes, les crânes et les vertèbres ont un moins bon rendement et doivent être réservés pour la préparation de la gélatine. Il peut être fabriqué également avec de l’ivoire : « avec les rognures d’ivoire mises au rebut par les tabletiers… ». Il est alors parfois appelé « charbon d’os ».
Les os sont placés dans des marmites hermétiques. Elles sont placées dans un four qui est souvent décrit comme un four à réverbère : « On remplit de ces matières premières des marmites en fonte d’une capacité de 25 kg environ, qu’on empile les unes sur les autres, dans la chambre d’un four à potier. Le foyer est de niveau avec la sole du four ; un mur en briques réfractaires sépare le foyer de la chambre où sont entassées les marmites… On chauffe au rouge jusqu’à ce qu’il ne se dégage plus de produits volatils. Après 36 heures de feu, on extrait le charbon des marmites pour le renfermer dans des étouffoirs. ».
Le charbon est ensuite broyé avec des méthodes variant en fonction de son utilisation ultérieure.

## Utilisation

### Pigment
Le noir d'ivoire est référencé au Colour index Pigment Black 9-77267.
Le noir d’ivoire vu son prix prohibitif (456,90 €/kg), la règlementation draconienne de l’importation de l’ivoire, le manque de matières premières, ainsi que l’utilisation accrue de matières plastiques comme remplacement de l’ivoire fait qu’il avait petit à petit disparu de la palette du peintre.
Le Noir d’Ivoire authentique n’a pas été produit depuis la fin de la Seconde Guerre mondiale, excepté par Kremer.
Techniques dans lesquelles on peut utiliser le noir d’ivoire : Huile, acrylique, tempéra, Peinture à l’eau, Fresque, etc.
On obtient le véritable noir d’ivoire en calcinant des morceaux d’ivoire dans des pots en fer, fermé hermétiquement et alors chauffé à approximativement 800 °C. Au sortir du creuset il contient des impuretés de phosphate et quelquefois de sels divers.
Les variétés supérieures sont obtenues par lavage afin d’ôter les sels solubles.
Le noir d’ivoire authentique peut être reconnu par sa forme caractéristique au microscope, par sa matrice typique de carbone. Le Noir d’Ivoire pur est un pigment très sombre, bleuâtre quand il est mélangé avec du blanc. C’est le plus profond des noirs de carbone en comparaison des noirs de lampe (obtenu par combustion).
Il a une très belle sonorité, franche, très utile dans les glacis, par contre il faut veiller à le broyer sur le marbre avec de l’huile noire, une huile de noix cuite en présence de litharge, car c’est un pigment qui n’est pas du tout siccatif.
Le noir d’ivoire et les noirs d’os ordinaire (de bœuf ou de porc) n’ont rien en commun, l’un étant pur à 98 % de carbone, l’autre (le noir d’os) ne comportant que de 15 à 18 % de carbone. Tous les noirs d’ivoire des peintures en tubes du commerce sont des noirs d’os mais possèdent le même Colour Index que le noir d’ivoire.
Plus chaud que les noirs à base de carbone, moins colorant que le noir de fumée, le noir d'os est à la base de beaucoup de gris chauds et de verts rompus.

### Décoloration

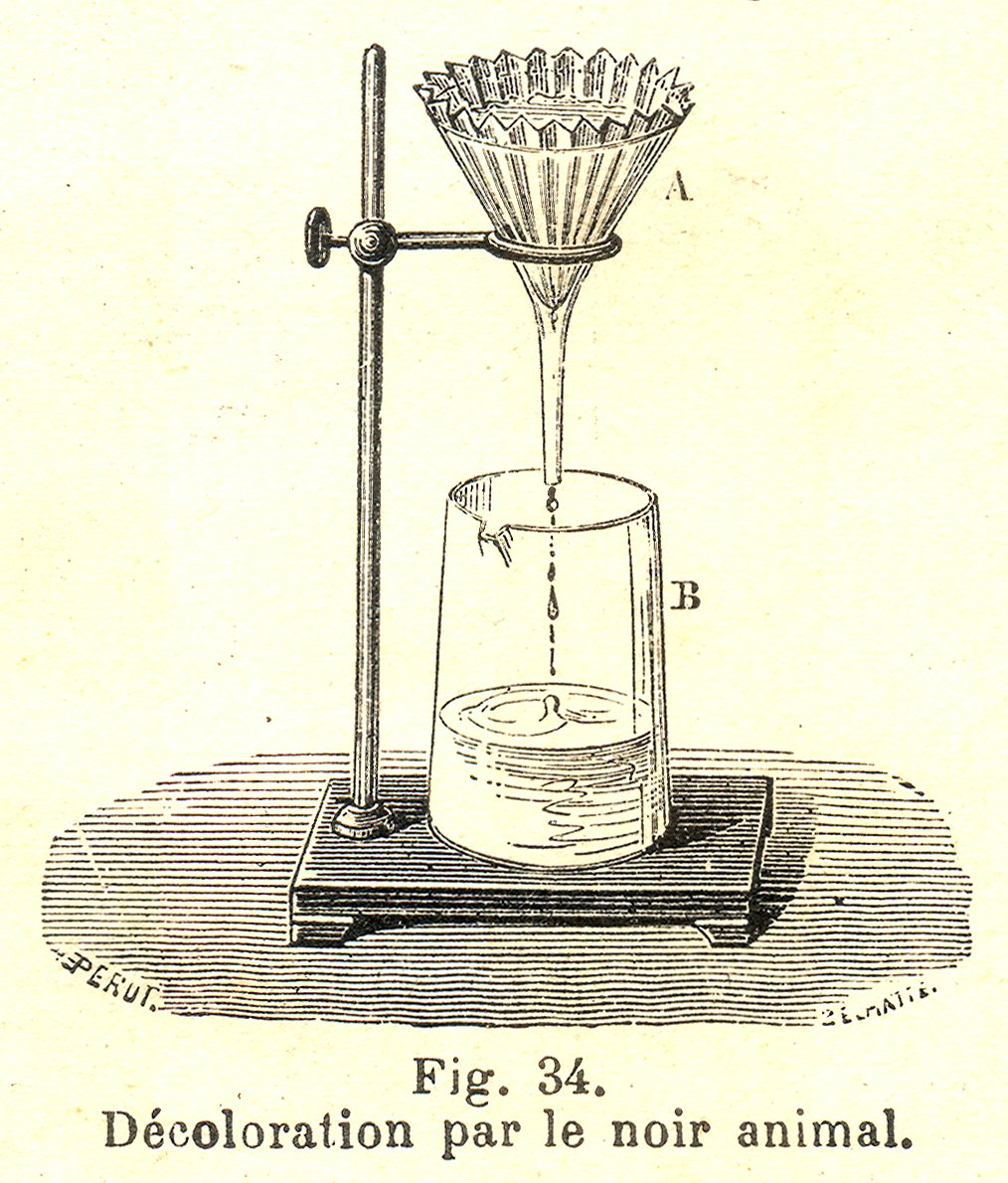
Utilisation du noir animal pour la décoloration de liquide. Leçons élémentaires de chimie de l'enseignement secondaire des jeunes filles

L’utilisation principale du noir animal est la décoloration de liquides. Il a été notamment extrêmement utilisé pour la décoloration des sirops de sucre : « Une des principales applications du noir animal consiste dans la faculté remarquable dont il jouit de décolorer les liquides… il suffit de le mettre en contact avec le liquide que l’on veut décolorer et de prolonger le contact pendant un temps suffisamment long pour que si l’on vient à le filtrer, le liquide passe incolore. Si l’on agite une dissolution d’indigo, de teinture de tournesol ou de vin rouge ordinaire avec du noir animal, ces liquides sont entièrement décolorés en quelques minutes. ».
L'inventeur des propriétés décolorantes du charbon animal est le français Pierre Figuier en 1811. Voir « Les merveilles de l'industrie » de Louis Figuier - Editeurs Furne, Jouvet et Cie – Paris – sans date (entre 1870 et 1875 env.), pages III et IV de la préface. (consultable sur archive.org).
L'auteur est le neveu de Pierre Figuier, professeur à l'Ecole de pharmacie de Montpellier, qui découvre en 1811 que le charbon animal décolore toutes les liqueurs organiques dont le sucre de betterave ce qui fonde cette industrie en France. Ce savant désintéressé a toujours refusé de prendre un brevet d'invention. Il se contenta d'un article dans le « Journal de pharmacie de Paris ».
Le noir animal comme une résine échangeuse d’ion se sature après un certain temps d’utilisation. Il peut être régénéré, on dit dans ce cas précis "revivifié", par divers procédés. Leplay et Cuisinier mentionnent par exemple des revivifications à l’aide de « dissolution faible d’alcool caustique bouillant, de vapeur d’eau ou une « dissolution faible d’acide chlorhydrique ».

### Colorant
Le noir animal fut utilisé de la même manière que le noir de fumée ou le charbon de bois comme colorant noir. Le noir d’ivoire utilisé comme colorant est parfois appelé noir de Cologne.
Girardin mentionne par exemple des recettes de cirage « anglais » (« celui qui se sèche et se polit avec une brosse ») noir à base de noir d’os, de mélasse, d’acide sulfurique, de noix de Galles concassées, de sulfate de fer et d’eau.

### Engrais
Le noir d’os, substance riche en carbone et diverses substances minérales a été utilisé comme engrais. Mais c'est le noir animal, c'est-à-dire un noir d'os préalablement utilisé comme filtre dans le raffinage du sucre, qui est privilégié pour être utilisé comme engrais. En effet, lors du processus de raffinage du sucre est utilisée, avec le noir animal, une source d'albumine (du sang de bœuf) permettant de clarifier la solution. L'albumine a pour effet de capter toutes les substances indésirables dans le sucre. Ainsi, le noir animal issu de raffineries se compose de charbon d'os mais aussi de sang coagulé, de résidus végétaux, de chaux et de jus de betterave. Cette pratique permet également d'écouler les éléments azotés du sang de façon plus diffuse et sans odeur. Enfin, c'est dans une optique économique qu'est privilégié le noir animal, résidu de raffinage, car il vaut moins cher que le noir neuf.